# Capurodendron pervillei
Capurodendron pervillei är en tvåhjärtbladig växtart som först beskrevs av Adolf Engler, och fick sitt nu gällande namn av André Aubréville. Capurodendron pervillei ingår i släktet Capurodendron och familjen Sapotaceae. Inga underarter finns listade i Catalogue of Life.